# Nguyễn Đức Căn
Nguyễn Đức Căn (sinh năm 1963) là một sĩ quan cấp cao trong Quân đội nhân dân Việt Nam, hàm Trung tướng, Ông nguyên là Cục trưởng Cục Tác chiến, Bộ Tổng Tham mưu.

## Tiểu sử sự nghiệp
Năm 2008, ông được bổ nhiệm giữ chức Sư đoàn trưởng Sư đoàn 304, Quân đoàn 2.
Năm 2011, ông được bổ nhiệm giữ chức Phó Tham mưu trưởng Quân đoàn 2.
Năm 2015, ông được bổ nhiệm giữ chức Phó Cục trưởng Cục Tác chiến, Bộ Tổng Tham mưu.
Tháng 10 năm 2020, ông được bổ nhiệm giữ chức Cục trưởng Cục Tác chiến, Bộ Tổng Tham mưu.
Thiếu tướng (2017)
Trung tướng (2021)
Năm 2023, Ông nghỉ hưu theo chế độ.